# رئيس دولة فلسطين
رئيس دولة فلسطين هو رأس الدولة والقائد الأعلى للقوات الفلسطينية، ينتخب رئيس الدولة من قبل الشعب في انتخابات تنافسية، ويعتبر رئيساً للدولة من يحصل على الأغلبية المطلقة من أصوات الناخبين المشاركين في الانتخابات. الرئيس الحالي لدولة فلسطين هو محمود عباس منذ 15 يناير 2005 خلفًا لياسر عرفات.
يعمل رئيس الدولة على حماية الدستور ووحدة الشعب، ويضمن استمرار بقاء الدولة وإستقلالها الوطني، والسير المنتظم للسلطات العامة، ويمارس الرئيس اختصاصته وتحدد مسؤولياته وفقا لأحكام
الدستور.
ينتخب رئيس الدولة مباشرة من الشعب لفترة ولاية مدتها خمس سنوات ميلادية ولا يجوز إعادة انتخاب من يشغل منصب رئاسة الدولة إلا لمرة واحدة.

## شروط الترشح لمنصب الرئيس
لا بد من مرشح الرئاسة، أن يكون فلسطينيًا مولودًا لأبوين فلسطينيين، وأن يكون قد أتم الأربعين عامًا من العمر على الأقل في اليوم المحدد لإجراء الاقتراع، وعلى أن يكون مقيمًا إقامة دائمة في فلسطين.

## صلاحيات الرئيس
- اولاً: ـ القيادة العليا للقوات الفلسطينية
- ثانياً: ـ انشاء البعثات الدبلوماسية وتعيين السفراء لدى الدول والمنظمات الدولية وانهاء مهامهم.
- ثالثاً: ـ قبول سفراء الدول وممثلي المنظمات الدولية لدى دولة فلسطين.
- رابعاً: ـ إصدار المراسيم الرئاسية.
- خامساً: ـ اختيار رئيس الوزراء وتكليفه بتشكيل حكومته وله أن يقيله أو يقبل استقالته، وله أن يطلب منه دعوة مجلس الوزراء للانعقاد.
- سادساً: ـ إصدار القوانين بعد إقرارها من المجلس التشريعي خلال ثلاثين يوماً من تاريخ إحالتها إليه، وله أن يعيدها إلى المجلس خلال ذات الأجل مشفوعة بملاحظاته وأسباب اعتراضه وإلا اعتبرت مصدرة وتنشر فوراً في الجريدة الرسمية.
- سابعاً: ـ إذا رد رئيس الدولة مشروع القانون إلى المجلس التشريعي وفقاً للأجل والشروط الواردة في الفقرة السابقة تعاد مناقشته ثانية في المجلس التشريعي، فإذا أقره ثانية بأغلبية ثلثي أعضائه أعتبر قانوناً وينشر فوراً في الجريدة الرسمية.
- ثامناً: ـ حق إصدار العفو الخاص عن العقوبة أو تخفيضها، وأما العفو العام أو العفو عن الجريمة فلا يكون إلا بقانون.
- تاسعاً: ـ ممارسة اية صلاحيات رئاسية أخرى واردة في الدستور.

## الانتخابات الرئاسية 2005
فاز محمود عباس «أبو مازن» في انتخابات الرئاسة الفلسطينية 2005 بنسبة 62.52%، ليكون بذلك أول رئيس بعد وفاة ياسر عرفات، حل ثانيًا مصطفى البرغوثي بنسبة 19.48%، وثالثًا تيسير خالد بنسبة 3.35%، بلغت نسبة الأوراق الباطلة 3.82% والأوراق البيضاء  3.39%.
| المرشح                                                                                | الحزب                            | الأصوات                  | %     |
| ------------------------------------------------------------------------------------- | -------------------------------- | ------------------------ | ----- |
| محمود عباس                                                                            | فتح                              | 501,448                  | 62.52 |
| مصطفى البرغوثي                                                                        | مستقل                            | 156,227                  | 19.48 |
| تيسير خالد                                                                            | الجبهة الديمقراطية لتحرير فلسطين | 26,848                   | 3.35  |
| عبد الحليم الأشقر                                                                     | مستقل                            | 22,171                   | 2.76  |
| بسام الصالحي                                                                          | حزب الشعب الفلسطيني              | 21,429                   | 2.67  |
| حسين بركة                                                                             | مستقل                            | 10,406                   | 1.30  |
| عبد الكريم شبير                                                                       | مستقل                            | 5,717                    | 0.71  |
| أوراق باطلة                                                                           |                                  | 30,672                   | 3.82  |
| أوراق فارغة                                                                           |                                  | 27,159                   | 3.39  |
| المجموع (نسبة التصويت %)                                                              | المجموع (نسبة التصويت %)         | المجموع (نسبة التصويت %) | 100%  |
| المصدر: لجنة الانتخابات المركزية الفلسطينية نتائج الانتخابات العامة الفلسطينية، 2005. |                                  |                          |       |

## خلافة الرئيس
اذا شغر منصب رئيس الدولة، أو قرر المجلس التشريعي اتهامه وفقا للمادة (90) من الدستور، يتولى رئيس المجلس التشريعي رئاسة الدولة مؤقتا لمدة لا تزيد عن ستين يوما، تجري خلالها الانتخابات للرئاسة وفقا لقانون الانتخاب. وإذا رغب رئيس المجلس التشريعي في ترشيح نفسه أو حال دون توليه الرئاسة مانع قانوني، يتولى رئيس المحكمة الدستورية العليا رئاسة الدولة مؤقتا لحين إتمام إجراءات انتخاب الرئيس. وليس لرئيس المحكمة الدستورية العليا في هذه الحالة، أن يرشح نفسه للرئاسة.

## قائمة رؤساءدولة فلسطين(1989 إلى الوقت الحاضر)
| N° | الصورة | الاسم                                       | بداية العهدة   | نهاية العهدة   | الانتماء السياسي |
| -- | ------ | ------------------------------------------- | -------------- | -------------- | ---------------- |
| 1  |        | ياسر عرفات (24 أغسطس 1929 - 11 نوفمبر 2004) | 20 يناير 1996  | 11 نوفمبر 2004 | حركة فتح         |
| 2  |        | روحي فتوح (ولد في 23 أغسطس 1949)            | 11 نوفمبر 2004 | 15 يناير 2005  | حركة فتح         |
| 3  |        | محمود عباس (ولد في 26 مارس 1935)            | 15 يناير 2005  | الآن           | حركة فتح         |

## وصلات خارجية
- موقع الرئاسة الرسمي